# Övra Kyrktjärnen
Övra Kyrktjärnen är en sjö i Söderhamns kommun i Hälsingland och ingår i Skärjåns huvudavrinningsområde. Sjön är 6,6 meter djup, har en yta på 0,0432 kvadratkilometer och befinner sig 94,8 meter över havet. Sjön avvattnas av vattendraget Stugtjärnsbäcken.

## Delavrinningsområde
Övra Kyrktjärnen ingår i det delavrinningsområde (678270-155149) som SMHI kallar för Inloppet i Nedre Kyrktjärnen. Medelhöjden är 136 meter över havet och ytan är 12,26 kvadratkilometer. Det finns inga avrinningsområden uppströms utan avrinningsområdet är högsta punkten. Stugtjärnsbäcken som avvattnar avrinningsområdet har biflödesordning 2, vilket innebär att vattnet flödar genom totalt 2 vattendrag innan det når havet efter 37 kilometer. Avrinningsområdet består mestadels av skog (87 procent). Avrinningsområdet har 0,45 kvadratkilometer vattenytor vilket ger det en sjöprocent på 3,6 procent.